# Helene im spanischen Kostüm

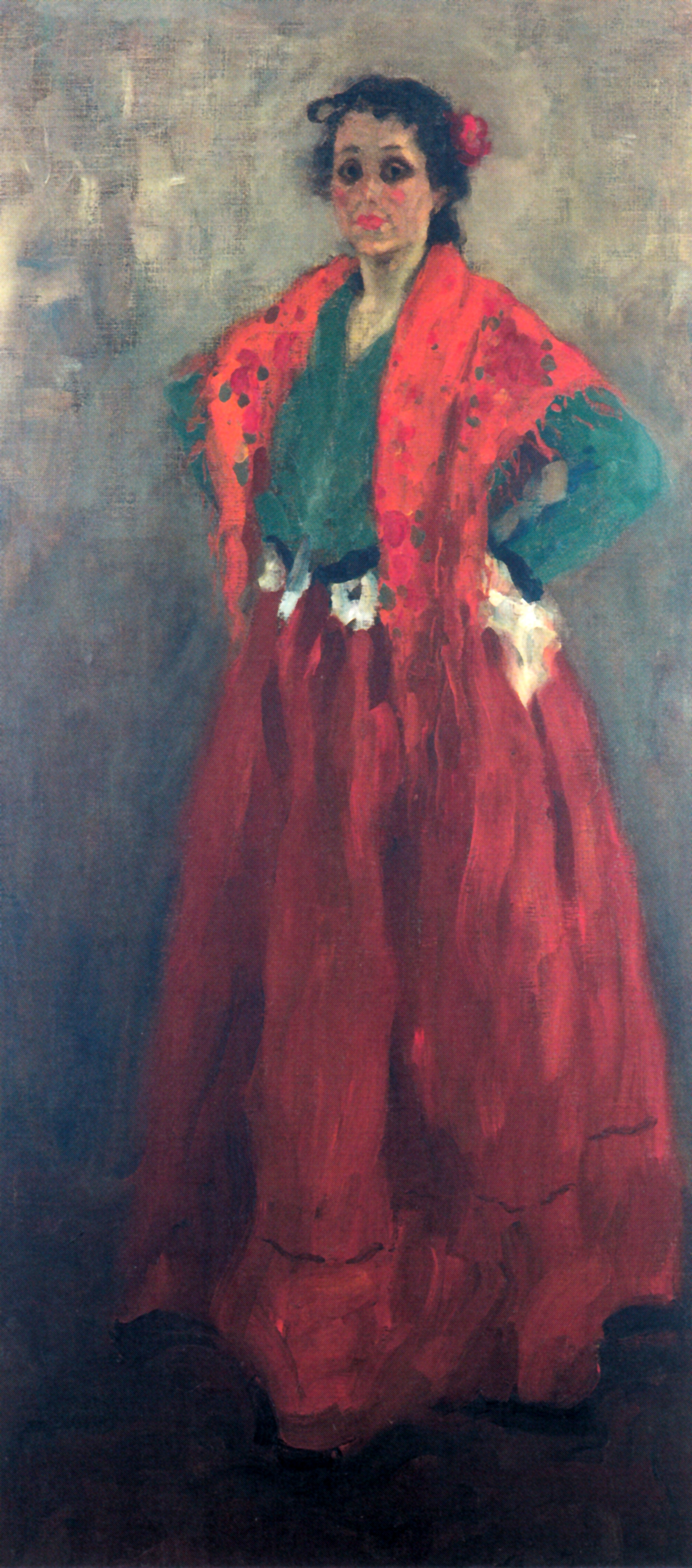
Alexej Jawlewnsky: Helene im spanischen Kostüm, Öl auf Leinwand, 1904, Museum Wiesbaden

Helene im spanischen Kostüm ist der Titel des größten Gemäldes, das der deutsch-russische Künstler Alexej Jawlensky jemals malte. Als Schenkung durch den Kunstsammler Frank Brabant gelangte es im Jahr 2014 an das Museum Wiesbaden.

## Technik und Maße
Bei dem Porträt handelt es sich um Helene Nesnakomoff, die „Köchin“ von Marianne von Werefkin, Jawlenskys spätere Frau. Das Gemälde gilt als Jawlenskys „kunsthistorisch wie biografisch bedeutendstes Frühwerk.“ Es ist verzeichnet im 1. Band seines Catalogue raisonné. Das Ölgemälde auf „doublierter Leinwand“ hat die Maße 190 × 96,5 cm. Das Porträt ist auf der Vorderseite unten rechts wie folgt signiert: „A. Jawlensky“, aber nicht datiert. Auf der Rückseite gibt es keine Beschriftung.

## Ikonographie
Das Bild entstand in München-Schwabing in der „Giselastraße 23“, wo Werefkin eine luxuriöse Etage mit „zwei Atelierwohnungen“ im dritten Stock gemietet hatte. Zum Zeitpunkt des Entstehens des Gemäldes waren Andreas, Helenes und Jawlenskys Sohn, Mitbewohner. Jawlensky stellte Helene in realistischer Malweise dar. Die Arme in die Hüften gestemmt, „tritt uns Helene auf Augenhöhe selbstbewußt und keineswegs in Dienerhaltung gegenüber.“ Sie trägt eine ungefütterte, langärmelige Bluse. Das Vorderteil der sogenannten Taille ist gemäß der Mode „um 1897–1908“ über dem Rockbund locker gebauscht. Ihr weiter Rock fällt in vielen, langen Falten bis zum Boden.
Sehr kalkuliert setzte Jawlensky in diesem Gemälde nur zwei Grundfarben ein, nämlich Gelb und Rot. Das Rot dominiert in mehrfacher Schattierung im Rock, in der fransenbesetzten dreieckigen Stola oder in den Lippen; es gipfelt in einer Blume im Haar. Seinen komplementären Ausgleich findet das Rot im Grün der Taille und in mehreren dekorativen Punkten des Schultertuches. Für die zweite Grundfarbe benutzte Jawlensky, in raffinierter Weise die gelblich changierende Hautfarbe im Gesicht der Helene, an ihrem Hals und an ihrem Ausschnitt, abgewandelt auch im oberen Teil des Bildhintergrundes. Ein komplementäres Violett fehlt. Ebenso fehlt die dritte Grundfarbe, das Blau, nebst dem ergänzenden Orange. Dafür bringt er interessanterweise das Nichtfarbenpaar Weiß und Schwarz revolutionär für seine Zeit ins Spiel.

## Die Malweise
Auffälligerweise fertigte Jawlensky das Gemälde mit zwei verschiedenen Malstilen an. Im Wesentlichen bediente er sich einer naturalistischen Malweise, die deutlich von der schleifenartigen Pinselführung im Rock der Helene abweicht. Sie lässt sich vom Lehrprogramm von Anton Ažbe ableiten. Dieses lernte Jawlensky kennen, als er zusammen mit seinen Freunden Dmitri Nikolajewitsch Kardowski und Igor Emmanuilowitsch Grabar Ažbes renommierte Schule besuchte.

## Datierungen
Über die Datierung des Gemäldes gibt es mehrere Versionen. Im Werkverzeichnis lautet die Datierung des Gemäldes „c. 1901“. Diese Datierung wurde fünfzehn Jahre später ungewöhnlicherweise mit gynäkologischen Argumenten „entsprechend ihrer Schwangerschaft“ „um 1901“ bestätigt. Daran anknüpfend, wurde diese Ansicht zehn Jahre darauf 2016 zwar noch einmal aufgegriffen, aber gleichzeitig angezweifelt, indem die auf dem Gemälde dargestellte Helene nur als „möglicherweise bereits schwanger“ bezeichnet wurde. Weder die Datierungen „1901“, „um 1901“ noch „1901/02“ wurden in der Vergangenheit jemals überzeugend vorgetragen. Jawlensky beschreibt in seinen Lebenserinnerungen die Fertigstellung des Gemäldes im Zusammenhang eines unangemeldeten Besuches von Lovis Corinth bei Jawlensky und Werefkin in München, jedoch ohne ein Datum zu nennen: „Ich hatte gerade eine lebensgroße Figur von Helene fertig gemalt, stehend, in grüner Taille und dunkelrotem Rock.“ Folglich stand das Gemälde mit nassen Farben noch auf Jawlenskys Staffelei. „Jemand schellte. […] Ich öffnete die Türe, und herein kam ein großer Mann in einem alten Paletot, der mit starker Stimme sagte: ‚Mein Name ist Lovis Corinth.' Er sagte mir, daß der Maler Lichtenberger […]  ihn zu mir geschickt habe.“ Corinth betrachtete Jawlenskys Bilder und sagte: „daß ich eines zur Berliner Sezession schicken sollte, wo es auch ausgestellt wurde.“   Durch Werefkins Tagebuch erfährt man das genaue Datum der „Visite de Corinth“ in der Giselastraße. Sie notierte für den „22.II.[1904]“  auf den Tag exakt belegt dass Jawlensky das Bild am „22. Februar 1904“ fertig gemalt hatte.